# Sporenarme Trüffel
Die Sporenarme Trüffel (Tuber oligospermum) ist eine unterirdisch (hypogäisch) fruktifizierende Pilzart aus der Familie der Becherlingsverwandten (Pezizaceae).

## Merkmale

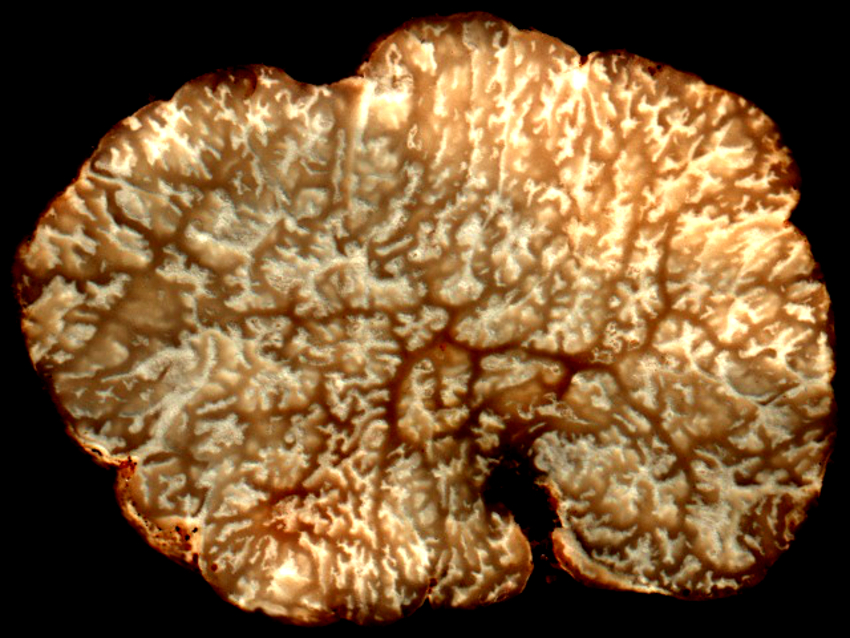
Aufgeschnittener Fruchtkörper der Sporenarmen Trüffel

### Makroskopische Merkmale
Die knolligen unterirdischen Fruchtkörper (Ascokarp) werden annähernd kugelförmig oder unregelmäßig knollig geformt mit Durchmessern von 2–3(–5) cm. Ihre Oberfläche ist anfangs weißlich und wird später hell ockerfarben bis schließlich braun mit manchmal rötlichen Flecken. Innen ist ihr Fleisch weiß mit bräunlicher Äderung. Es ist massiv und fest. Der Geruch ist anfangs nur schwach ausgeprägt und angenehm nussig und später unangenehm stark acetylenartig.
Die ausgewachsenen Fruchtkörper haben einen kräftigen Geschmack.

### Mikroskopische Merkmale
Die annähernd kugelig bis eiförmigen Asci enthalten jeweils 2–4(–5) Sporen. Diese sind durchscheinend gelb und kugelig bis breit elliptisch geformt. Diese messen 25–46 × 25–40 Mikrometer. Sie sind durchscheinend gelb gefärbt. Ihre Oberfläche weist ein Netzornament aus regelmäßigen Vielecken auf.

## Ökologie und Verbreitung
Die Art lebt wenige Zentimeter unter der Erdoberfläche in Mykorrhiza-Symbiose mit unter anderem Kiefern oder der Steineiche. Sie lebt in sandigen, kalkhaltigen Böden und hat einen geringen Wasserbedarf. Sie kann sich auch über ungeschlechtlich gebildete Mitosporen fortpflanzen.
Er ist in den südlichen Mittelmeerländern beheimatet.

## Bedeutung
Sporenarme Trüffeln sind jung essbar und werden als Speisepilz genutzt. Sie gelten als kulinarisch minderwertige Trüffel-Art.
Die Fruchtkörper werden massenhaft aus Marokko nach Europa exportiert und teils als „Kalahari-Trüffel“ ausgezeichnet angeboten.

## Systematik und Taxonomie
Die offizielle Erstbeschreibung stammt aus dem 1851 veröffentlichten Artikel über "Fungi hypogaei" („unterirdische Pilze“) von Edmond und Charles Tulasne, in dem sie die Art als „Terfezia oligosperma“ bezeichneten. Sie ordneten sie aufgrund der kugelförmigen Sporen der Gattung der Wüstentrüffeln (Terfezia) zu. James M. Trappe ordnete 1979 jedoch trotz der Seltenheit kugeliger Sporen in dieser Gattung aufgrund ihrer Fruchtmasse und der Ornamentierung der Sporen den Echten Trüffeln zu.
Der deutschsprachige Name und das Epitheton des wissenschaftlichen Namens beziehen sich auf die geringe Anzahl von Sporen pro Ascus, im Vergleich zu den anderen Terfezien, zu deren Gattung sie anfangs gehalten wurde.